# Wendel Hipler
Wendel Hipler (* um 1465 in Neuenstein; † September 1526 in Heidelberg) war ein Sekretär und Kanzler der Grafen von Hohenlohe, der im Mai 1525 im Bauernkrieg als Bauernkanzler das große Bauernparlament in Heilbronn leitete.

## Leben

### Herkunft und Fürstendienst
Hipler entstammte einer begüterten Familie aus Hohenlohe, die enge Beziehungen zu den Grafen von Hohenlohe hatte. Der Jurist, der 1482 an der Universität Leipzig studiert hatte, trat etwa 1485 in die hohenlohesche Kanzlei ein und lässt sich zuerst als Vertrauensmann im Dienst von Graf Albrecht II. in Neuenstein († 1490) zuordnen. Später war er Leiter der Kanzlei bei Graf Kraft VI. zu Hohenlohe, 1496 genannt als Sekretär und danach als Kanzler. Hipler empfing im Rahmen seiner Tätigkeit zunächst zwei Lehen in Tiefensall und Ohrntal. Mit seiner ersten Frau, einer geborenen Mettelbach, stiftete er 1501 zwei Messen in der Öhringer Spitalkirche. Hipler soll im Dienst für die Grafen von Hohenlohe zu weiterem Reichtum gekommen sein und empfing Lehen in Ammertsweiler, Wüstenrot, Schwöllbronn, Stakenhofen und Unterohrn, außerdem Höfe in Westernbach und Büttelbronn. In Finsterrot soll die Anlage der Dorfsiedlung auf Hipler zurückgehen. In Öhringen soll ihm darüber hinaus eine Walkmühle gehört haben, zu deren Benutzung die Tucher der Stadt verpflichtet waren.

### Zerwürfnis mit den Hohenloher Grafen
Anlässlich eines Rechtsstreits um zwei Fischseen, die Hipler ungebührlich aufgestaut haben soll und die er per Gerichtsspruch mitsamt den zugehörigen Höfen an die Grafen abzutreten hatte, kam es zum Zerwürfnis zwischen Hipler und dem Grafen Albrecht III. von Hohenlohe. Hipler gab sein Amt als hohenlohischer Kanzler auf und zog sich um 1515 nach knapp 30 Jahren in hohenlohischem Dienst zunächst nach Wimpfen, dem Heimatort seiner zweiten Frau, zurück. In Neustadt an der Hardt war er vorübergehend als Ratsschreiber in pfälzischen Diensten tätig, 1524 war er wieder in Wimpfen.
Zu dieser Zeit, im Vorfeld des Deutschen Bauernkrieges, sahen viele, die gegen die Grafen über Unrecht Klage führten, in dem von den Grafen enttäuschten Juristen einen willkommenen Helfer. Hipler wurde Anwalt mehrerer Kläger vor dem Reichsregiment in Esslingen und griff die damals unter der Bauernschaft formulierten Zwölf Artikel der deutschen Bauernschaft (Reformforderungen der Bauern) auf.

### Hipler als Bauernführer
Nachdem sich im Odenwald und im Neckartal bereits Bauern erhoben hatten, bildete sich auch in Öhringen ein Bauernhaufen, zu dessen Feldschreiber Hipler wurde und der Öhringen einnahm. Hipler zählte zu den Stimmen, die einen Ritter mit Kriegserfahrung als Anführer der Bauern wünschten, namentlich Götz von Berlichingen, für den er sich in Neckarsulm und Gundelsheim aussprach und der letztlich dann auch in dieses Amt gedrängt wurde.
Hipler zog mit dem Bauernheer nach Würzburg, wo die Fürsten Zustimmung zu den zwölf Artikeln signalisierten, die Bauern jedoch weitere Forderungen erhoben und vier Wochen die dortige Festung Marienberg belagerten. Die mehrwöchige Belagerung gab den Länderfürsten Gelegenheit, ihre Heere zu koordinieren und gegen die Bauern zu rüsten. Auf Hiplers Drängen beschloss der fränkische Bauernrat daraufhin, gemeinsam mit den schwäbischen, rheinischen und elsässischen Bauern eine feste Organisation zu bilden, die eine Kanzlei in der Reichsstadt Heilbronn errichten sollte.
Zur Gründung des Bauernparlaments wurde Hipler im Mai 1525 als einer der drei fränkischen Abgeordneten nach Heilbronn entsandt. Er hatte gemeinsam mit dem Heilbronner Prokurator Hans Berlin, der das Vertrauen sowohl des Stadtrats zu Heilbronn als auch der Bauern genoss, und dem Rentamtmann Friedrich Weigandt aus Mainz die Amorbacher Erklärung zu den Zwölf Artikeln erarbeitet. In der Erklärung wurden die Artikel den örtlichen Gegebenheiten angeglichen. Damit sollte der Weg zu einer Reformation geebnet werden. Bei der Eröffnung des Bauernparlaments am 12. Mai 1525 im Schöntaler Hof in Heilbronn leitete Hipler dieses als Bauernkanzler. Die Heilbronner Tagesordnung sah sowohl eine Volksvertretung als auch eine Opposition vor und wollte Münzen, Maße und Gewichte vereinheitlichen sowie Binnenzölle abschaffen. Letztendlich sollte die Handelswirtschaft im Gegensatz zur Feudalwirtschaft gefördert und somit privates Eigentum statt des feudalen Großgrundbesitzes gestärkt werden.
Doch die Vereinigung der Bauern kam zu spät. Bereits am Tage des Bauernparlaments, am 12. Mai 1525, erlitten die schwäbischen Bauern in der Schlacht bei Böblingen eine Niederlage gegen den Schwäbischen Bund. Die Stadt Heilbronn schickte Hans Berlin zum Truchsessen von Waldburg, um mit ihm über die Übergabe der Stadt zu verhandeln. Die Bauern flohen aus der Stadt. Wendel Hipler versuchte noch, eine Aufnahmestellung für die flüchtenden Bauern bei Weinsberg zu errichten, und ritt dann nach Würzburg, wo er wieder zum fränkischen Bauernhaufen stoßen wollte. Aber auch Würzburg öffnete am 7. Juni 1525 dem Truchsessen die Tore, und der fränkische Haufen löste sich auf. Hipler geriet in Gefangenschaft des Pfalzgrafen, in dessen Gefängnis in Heidelberg er im September 1526 noch vor seinem Prozess zu Tode kam.